# Serie temporal
Una serie temporal o cronológica es una sucesión de datos medidos en determinados momentos y ordenados cronológicamente. Los datos pueden estar espaciados a intervalos iguales (como la temperatura en un observatorio meteorológico en días sucesivos al mediodía) o desiguales (como el peso de una persona en sucesivas mediciones en el consultorio médico, la farmacia, etc.). Para el análisis de las series temporales se usan métodos que ayudan a interpretarlas y que permiten extraer información representativa sobre las relaciones subyacentes entre los datos de la serie o de diversas series y que permiten en diferente medida y con distinta confianza extrapolar o interpolar los datos y así predecir el comportamiento de la serie en momentos no observados, sean en el futuro (extrapolación pronóstica), en el pasado (extrapolación retrógrada) o en momentos intermedios (interpolación).
Uno de los usos más habituales de las series de datos temporales es su análisis para predicción y pronóstico (así se hace por ejemplo con los datos climáticos, las acciones de bolsa, o las series de datos demográficos). Resulta difícil imaginar una rama de las ciencias en la que no aparezcan datos que puedan ser considerados como series temporales. Las series temporales se estudian en estadística, procesamiento de señales, econometría y muchas otras áreas.

## Introducción
Las series temporales se usan para estudiar la relación causal entre diversas variables que cambian con el tiempo y se influyen entre sí. Desde el punto de vista probabilístico una serie temporal es una sucesión de variables aleatorias indexadas según parámetro creciente con el tiempo. Cuando la esperanza matemática de dichas variables aleatorias es constante o varía de manera cíclica, se dice que la serie es estacionaria y no tiene tendencia secular. Muchas series temporales tienen una tendencia creciente (por ejemplo, el número de automóviles en uso en casi todos los países durante los últimos cincuenta años) o decreciente (por ejemplo, el número de personas que trabajan en la agricultura); otras no tienen tendencia (la luminosidad a horas sucesivas, que varía cíclicamente a lo largo de las 24 horas del día) y son estacionarias. 

### Componentes
El análisis más clásico de las series temporales se basa en que los valores que toma la variable de observación es la consecuencia de cinco componentes, cuya actuación conjunta da como resultado los valores medidos, estos componentes son:
- Tendencia secular o regular, que indica la marcha general y persistente del fenómeno observado, es una componente de la serie que refleja la evolución a largo plazo. Por ejemplo, la tendencia creciente del índice de reciclado de basuras en los países desarrollados, o el uso creciente de Internet en la sociedad, independientemente de que en un mes concreto en un país, por determinadas causas, haya una baja en la utilización de Internet.
- Variación estacional o variación cíclica regular, el movimiento periódico de corto plazo. Se trata de una componente causal debida a la influencia de ciertos fenómenos que se repiten de manera periódica en un año (las estaciones), una semana (los fines de semana) o un día (las horas puntas) o cualquier otro periodo. Recoge las oscilaciones que se producen en esos períodos de repetición.
- Variación cíclica, el componente de la serie que recoge las oscilaciones periódicas de amplitud superior a un año. movimientos normalmente irregulares alrededor de la tendencia, en las que a diferencia de las variaciones estacionales, tiene un período y amplitud variables, pudiendo clasificarse como cíclicos, cuasicíclicos o recurrentes.
- Variación aleatoria o ruido, accidental, de carácter errático, también denominada residuo, no muestran ninguna regularidad (salvo las regularidades estadísticas), debidos a fenómenos de carácter ocasional como pueden ser tormentas, terremotos, inundaciones, huelgas, guerras, avances tecnológicos, etcétera.
- Variación transitoria, accidental, de carácter errático, debido a fenómenos aislados que pueden llegar a modificar el comportamiento de la serie (tendencia, estacionalidad variaciones cíclicas y aleatoria).[cita requerida]

### Tipos de series temporales
- Aditivas, se componen sumando la Tendencia, estacionalidad, variación cíclica regular, variación cíclica irregular, ruido: {\displaystyle x_{t}=T_{t}+E_{t}+C_{t}+R_{t}}
- Multiplicativas, se componen multiplicando la Tendencia, estacionalidad, variación cíclica regular, variación cíclica irregular, ruido: {\displaystyle x_{t}=T_{t}\cdot E_{t}\cdot C_{t}\cdot R_{t}}
- Mixtas, se componen sumando y multiplicando la Tendencia, estacionalidad, variación cíclica regular, variación cíclica irregular, ruido. Existen varias alternativas, entre otras:
  - {\displaystyle x_{t}=T_{t}+E_{t}\cdot C_{t}\cdot R_{t}}
  - {\displaystyle x_{t}=T_{t}+E_{t}\cdot R_{t}}
  - {\displaystyle x_{t}=T_{t}\cdot E_{t}\cdot C_{t}+R_{t}}

### Notación
Existen diferentes notaciones empleadas para la representación matemática de una serie temporal:

{\displaystyle X=\{X_{1},X_{2},\dots \}} o {\displaystyle \{X_{k}\}_{k\geq 1}}

Ésta es una de las comunes que representa una Serie de Tiempo X es indexada por números naturales. También estamos acostumbrados a ver:
{\displaystyle Y=\{Y_{t}:t\in T\ \}}

## Herramientas
Herramientas para la investigación de series temporales:
- Consideración de la función de autocorrelación y la función de densidad espectral.
- Efectuando una transformación de Fourier para investigar las series en el dominio de la frecuencia.
- El uso de un filtro para remover ruido no deseado.
- Análisis de los componentes principales (o análisis de la función ortogonal empírica).
- Redes neuronales artificiales.
- Técnicas de análisis de frecuencias de tiempo:
  - Transformación de ondas continuas
  - Transformación de Fourier de corto tiempo
  - Transformación chirplet
  - Transformación de Fourier fraccionaria
- Análisis caótico
  - Dimensión de correlación
  - Gráficos de repetición
  - Análisis de cuantificación repetitiva
  - Exponentes de Lyapunov

### Estimación de la tendencia
- Método de mínimos cuadrados
- Promedios móviles simples

### Estimación de la estacionalidad o variaciones cíclicas regulares
- Análisis espectral

### Estimación de las variaciones cíclicas irregulares
- Análisis de ondículas